# Erhard Olbrich
Erhard Olbrich (* 22. April 1941 in Mittelsteine; † 5. Juli 2016) war Ordinarius für Psychologie, insbesondere Entwicklungspsychologie der Universität Erlangen-Nürnberg. In der Öffentlichkeit wurde er insbesondere durch seine Forschungen zur Psychologie der Mensch-Tier-Beziehung bekannt. In dieser Eigenschaft war er Präsident der International Society for Animal-Assisted Therapy.

## Leben
Erhard Olbrich studierte Philosophie, Psychologie und Psychophysiologie an der Universität Bonn und Psychophysiologie an der University of California, Berkeley. 1982/83 war er Armand Hammer Fellow des Andrew Norman Institute for Advanced Studies in Gerontology, Los Angeles. Olbrich ist Schüler von Ursula Lehr und Hans Thomae und hatte im Zuge der Bonner Gerontologische Längsschnittstudie mit Andreas Kruse, Georg Rudinger und Reinhard Schmitz-Scherzer zusammengearbeitet. Er wurde in eine Vielzahl von Gremien berufen:
- 1988–1992 Mitglied der Ersten Sachverständigenkommission zur Erstellung des 1. Altenberichtes der deutschen Bundesregierung
- 1989–1998 Mitglied des Nationalen AIDS-Beirates
- Mitglied in einschlägigen wissenschaftlichen Organisationen und Beiräten
- Von 1992 bis 2002 Wissenschaftlicher Beirat im Projekt “Das 3. Leben” des SWR

Nach Professuren in Gießen und Erlangen-Nürnberg ist Erhard Olbrich seit 2004 emeritiert. Er war Gründungsmitglied und Präsident der International Society for Animal-Assisted Therapy.
Anlässlich des Todes von Erhard Olbrich, Beate Fachinger und Reinhard Schmitz-Scherzer fand an der Universität Bonn eine akademische Trauerfeier statt. Das wissenschaftliche Werk von Erhard Olbrich wurde unter dem Aspekt des Reichtums der Person-Umwelt-Bezüge (Translationen) gewürdigt.

## Wirken

### Bonner Gerontologische Längsschnittstudie
Von 1972 bis 1979 war Erhard Olbrich Akademischer Rat bzw. Akademischer Oberrat am Pädagogischen Seminar der Universität Köln und am Psychologischen Institut der Universität Bonn. Erhard Olbrich wird zu jenen Forschern gerechnet, die an der international anerkannten und renommierten Bonner Gerontologischen Längsschnittstudie (BOLSA) aktiv beteiligt waren. Er promovierte mit einem Preis des Rektors der Universität Bonn und vertiefte sein psychologisches Wissen durch eine postgraduale Weiterbildung in klient-zentrierter Psychotherapie.

### Universitätsprofessor in Gießen und Erlangen-Nürnberg
1979 wurde Erhard Olbrich auf eine Professur für Entwicklungspsychologie an der Universität Gießen berufen und war 1983/84 Dekan des Fachbereiches Psychologie der Universität Gießen.
1984 folgte ein Ruf auf den Lehrstuhl für Psychologie an der Universität Erlangen-Nürnberg. Die Schwerpunkte der Lehre waren die Entwicklung im gesamten Lebenslauf und die Pädagogische Psychologie. 1986 war Olbrich Mitbegründer des interdisziplinären Aufbaustudienganges „Psychogerontologie“ und 1989–1991 Dekan der Philosophischen Fakultät I der Universität Erlangen.

### Forschungsfelder
Das wissenschaftliche Hauptarbeitsgebiet von Erhard Olbrich ist die Entwicklung in der gesamten Lebensspanne. Seine Schwerpunkte sind:
- Coping und seine Grenzen
- Kompetenz im Alter
- Psychologie der Mensch-Tier-Beziehung[4]
- Menschengerechte Umweltgestaltung (Technik und alte Menschen)
- Tiergestützte Intervention aus psychologischer Sicht[5]

### Erhard-Olbrich-Preis
In Anerkennung seiner herausragenden wissenschaftlichen Arbeiten zur Mensch-Tier-Beziehung wurde im Gedenken an Erhard Olbrich ein Wissenschaftspreis ausgelobt.

## Werke
Erhard Olbrich hat etwa 200 Beiträge in wissenschaftlichen Fachzeitschriften und Fachbüchern veröffentlicht. Er ist (Mit-)Verfasser oder Herausgeber von u. a. „Probleme des Jugendalters“ (1984), „Life-span and change in a gerontological perspective“ (1985), „Altern - Ein lebenslanger Prozeß der sozialen Interaktion“ (1990), „Auswahlgespräche mit Medizinstudenten“ (1993), „Kompendium der Gerontologie“ (1994), „Menschen brauchen Tiere“ (2003, Hrsg.).

## Auszeichnungen
Erhard Olbrich wurde 1983 mit einem Preis für die Förderung der internationalen gerontologischen Zusammenarbeit ausgezeichnet.